# سائیس
' سائیس ' (به یونانی: Σάϊς) شهری در غرب دلتای نیل در مصر باستان بوده است. یکی از قدیمی‌ترین شهرهای مصر قدیم که در دلتای نیل در مشرق دمنهور قرار داشت.
صنعت پارچه‌های کتانی این شهر مشهور بود و معبد معروفی برای الههٔ «نیت» حامی و خداوند این صنعت در سائیس بناکرده بودند که هرودوت از آن دیدن کرد.
فنیقی‌ها در دورهٔ سلسلهٔ هجدهم و اهالی لیبی در دورهٔ سلسلهٔ بیستم فراعنه، نمایندگی‌های تجارتی در سائیس تأسیس کردند.
سپس همین مهاجرین امرای سائیس نام یافتند و به عنوان بیست و ششمین و بیست و هشتمین و سی امین سلسلهٔ فراعنه بر مصر فرمانروائی یافتند؛ و در دورهٔ همین سلسله‌ها، سائیس کانون تمدن درخشانی شد و گاهی به تجدید حیات هنر و صنعت مصر در این دوره نام رستاخیز سائیسی داده‌اند.
با فتح مصر بدست کمبوجیه شاهنشاه هخامنشی، سلسلهٔ بیست و ششم یا سلسلهٔ پادشاهان سائیس منقرض گردید.
کمبوجیه به معبد سائیس رفت و در مقابل خدایان محلی زانو زد ولی هرودوت گفته است که مومیائی آمازیس را بیرون آورد و در آتش انداخته است.
در همین راستا دانشکده پزشکی «سائیس» در کنار معبد «نیت» که با پول خود داریوش یکم هخامنشی و توسط پزشک مصری ساخته شده از مراکز مهم فرهنگی جهان بوده است. در این دانشکده پزشک تربیت می‌شده و به تمام حوزه‌های شاهنشاهی اعزام می‌شده‌اند. از دیگر دانشکده‌های دورهٔ هخامنشی که از کتاب مقام دانش در ایران باستان برگرفته شده است دانشکده‌های «بوسیپا» «آرشویی» و «میلیتس» می‌باشند.